# Georges Gautschi
Pour les articles homonymes, voir Gautschi.
Georges Gautschi, né le 6 avril 1904, était un patineur artistique suisse.

## Biographie

### Carrière sportive
Il a remporté la médaille de bronze aux Jeux olympiques d'hiver de 1924. Aux Championnats d'Europe, il termina troisième en 1926 et vice-champion d'Europe en 1929 derrière Karl Schäfer.
Gautschi remporta également le bronze aux championnats du monde de 1930.

## Palmarès
| Compétitions            | 1922 | 1923 | 1924 | 1925 | 1926 | 1927 | 1928 | 1929 | 1930 | 1931 |  |  |  |  |  |
| Jeux olympiques d'hiver |      |      | 3e   |      |      |      |      |      |      |      |  |  |  |  |  |
| Championnats du monde   |      |      |      | 6e   |      | 4e   |      |      | 3e   |      |  |  |  |  |  |
| Championnats d’Europe   | 9e   |      | 7e   | 4e   | 3e   |      |      | 2e   |      |      |  |  |  |  |  |
| Championnats de Suisse  |      |      |      |      | 1er  | 1er  |      |      |      | 1er  |  |  |  |  |  |
|                         |      |      |      |      |      |      |      |      |      |      |  |  |  |  |  |